# Relatywizm kulturowy
Relatywizm kulturowy – pogląd głoszący, iż żadna praktyka kulturowa nie jest dobra ani zła sama w sobie; musi bowiem być oceniona w kontekście, w jakim funkcjonuje. Takie spojrzenie doprowadziło obserwatorów do powstrzymania się od ocen oraz sądów wartościujących obce praktyki z punktu widzenia własnej kultury. Relatywizm kulturowy odrzuca więc możliwość wartościowania obcej kultury przez pryzmat własnych wartości, prowadząc do większego obiektywizmu w postrzeganiu „swojej” i „obcej” kultury. 

## Historia i znaczenie
Z punktu widzenia metodologicznego przyjęcie relatywizmu kulturowego przez badacza kultury oznacza odrzucenie wartości własnej kultury jako miernika kultury obcej. Badacz powinien wyjść poza kulturę, aby móc obiektywnie porównać dwa różne systemy kulturowe. Całkowite odrzucenie wartości kulturowych, przyjętych w toku socjalizacji w obrębie własnego kręgu kulturowego nie wydaje się możliwe, a wobec tego nie wydaje się też możliwe całkowicie obiektywne podejście przy ocenianiu dwóch różnych kultur, w szczególności wówczas, gdy jedna z nich jest kulturą oceniającego. Relatywizm kulturowy jest jednak w chwili obecnej powszechnie przyjętą podstawą metodologii badań wśród antropologów kulturowych. 
Za prekursorską pracę wobec ujęcia relatywizmu kulturowego uznaje się Próby Montaigne'a z 1580 roku. Epoka nowożytnych odkryć geograficznych, zapoczątkowana przez Krzysztofa Kolumba, otworzyła drogę do badania i porównywania różnych kultur, minęły jednak ponad cztery stulecia zanim badacze pochodzący z kręgu kultury europejskiej odeszli od wartościowania innych kultur poprzez porównywanie ich do własnej, uważanej przez nich samych za najwyżej rozwiniętą i wobec tego najlepszą.
Oprócz metody badawczej termin „relatywizm kulturowy” bywa używany potocznie jako pojęcie z zakresu moralności.
W środowiskach konserwatywnych panuje pogląd, że relatywizm kulturowy wiąże się z relatywizmem wartości, a więc brakiem silnego związania człowieka z wartościami kulturowymi. Relatywizm kulturowy jest więc piętnowany, gdyż w opinii tych środowisk przyczynia się do zrywania więzów z własną kulturą i zubożeniem moralnym. 
Relatywizm kulturowy bywa mylony z relatywizmem moralnym, który głosi że moralność może być jednakowa tylko wewnątrz grupy mającej ten sam zestaw norm i kod moralny, a także podejmującej wspólne działania (jaskrawym przykładem rozmijania się norm dwóch kultur bywają zachowania członków mniejszości etnicznej znajdującej się w niesprzyjających warunkach). 